# Conus medullaris

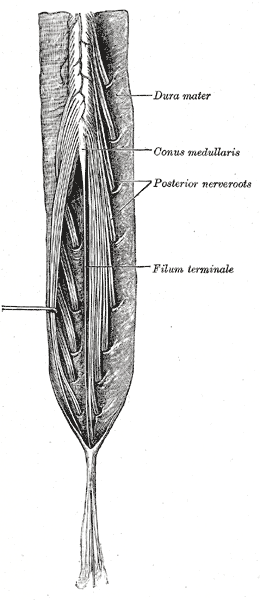
Der Conus medullaris mit dem Filum terminale (die eine Hälfte der Cauda equina ist zur Seite gezogen)

Der Conus medullaris (lateinisch für Markkegel) ist das sich verjüngende, kegelförmige kaudale (hintere bzw. untere) Ende des Rückenmarks. Seine Lage im Wirbelkanal ändert sich während der Entwicklung eines Menschen, da die Wirbelsäule stärker in die Länge wächst als das Rückenmark, und zeigt individuell deutliche Schwankungen. Zur Zeit der Geburt liegt der Conus medullaris meist auf Höhe des dritten Lumbalwirbels (L3), beim ausgewachsenen Menschen etwa auf Höhe des ersten bis zweiten Lendenwirbels (L1/L2).
Als Ventriculus terminalis, auch V. Ventrikel genannt, kann innerhalb des unteren Conusendes eine beim Neugeborenen knapp 1 cm lange und 2–4 mm weite liquorhaltige Aufweitung mit Anschluss an den Zentralkanal zu finden sein. Diese von Ependymzellen ausgekleidete Höhle stellt ein Relikt dar, das beim Menschen nach der Vakuolisierung, Kanalisierung und neuroepithelialen Auskleidung eines zunächst als kaudale Zellmasse sekundär angelegten Schwanzbereichs (in Höhe des 31. Somiten) bei unvollständiger Rückbildung im sich weiterentwickelnden Rückenmark zurückbleibt.
Die dem Conus medullaris unmittelbar anliegende Pia mater setzt sich über dessen Spitze hinaus nach kaudal fort als das fadenförmige Filum terminale (medullae spinalis), das innerhalb der duralen Hülle verläuft und mit deren unterem Ende (etwa auf Höhe des 2. Sakralwirbels) verbunden ist. Dieses etwa 15 cm lange Filum terminale [internum] enthält neben Bindegewebe und Fett auch Gliazellen, sowie (degenerierte) Neuronen und Nervenfasern.
Über dessen äußere Fortsetzung, das Filum terminale externum [durale], ein auch als Ligamentum coccygeum bezeichneter kurzer derber Bindegewebsstrang, ist der Duralsack mit dem dorsalen Periost des Steißbeins verwachsen. Auf diese Weise kann durch Spannung des fadenförmigen Gebildes die Lage des Rückenmarks in seinen Häuten stabilisiert werden.
Unterhalb des Conus medullaris verlaufen neben dem Filum terminale auch noch als Cauda equina die Wurzeln von Spinalnerven, deren Wirbelsäulendurchtritt tiefer liegt (siehe Abbildung).

## Blutversorgung
Der Conus medullaris wird über drei arterielle spinale Längsgefäße mit Blut versorgt: die vordere Rückenmarksarterie (Arteria spinalis anterior) und die paarigen hinteren Rückenmarksarterien (Arteriae spinales posteriores).
Weitere, weniger prominente Wege der Blutversorgung sind segmentale Zuflüsse über radikuläre Zweige spinaler Äste (Rami spinales) aus der Bauchaorta, den fünften Lendenarterien (Aa. lumbales), den seitlichen Kreuzarterien (Aa. sacrales laterales), den Darmbein-Lenden-Arterien (Aa. iliolumbales) sowie der unpaaren mittigen Kreuzarterie Arteria sacralis mediana, wobei letztere mehr zur Versorgung der Cauda equina dient.

## Pathologie
Das Konus-Syndrom ist eine Sammlung von Zeichen und Symptomen, die mit Störungen oder Verletzungen im Bereich des Conus medullaris in Verbindung gebracht werden.
Bei einem spinalen Lipom kann eine Infiltration des Conus oder des Filum terminale zu einem Tethered cord führen.